# Soendastruikkoekoek
De soendastruikkoekoek (Cacomantis sepulcralis) is een vogel uit de familie Cuculidae (koekoeken).

## Verspreiding en leefgebied
Deze soort komt voor van Maleisië tot de Filipijnen en telt twee ondersoorten:
- C. s. sepulcralis: Maleisië, de Soenda-eilanden en de Filipijnen.
- C. s. everetti: Basilan en de Sulu-eilanden.

## Status
De soendastruikkoekoek komt niet als aparte soort voor op de lijst van het IUCN, maar is daar een ondersoort van de treurkoekoek (Cacomantis variolosus sepulcralis).